# Ismail-Somoni-Denkmal
Das Ismail-Somoni-Denkmal ist eines der markantesten Bauwerke der tadschikischen Hauptstadt Duschanbe.
Das Denkmal erinnert an Ismail I., der im 10. Jahrhundert als Emir das Reich der Samaniden in Zentralasien zu großer Macht geführt hat und in Tadschikistan als Nationalheld gilt. Das Denkmal wurde 1999 anlässlich des 1100-jährigen Jubiläums des Reiches der Samaniden errichtet.

## Lage
Das Denkmal steht in zentraler Lage der tadschikischen Hauptstadt auf dem Platz der Freundschaft, östlich des Flusses Warsob. In unmittelbarer Nähe des Denkmals befinden sich der Rudaki-Park und das tadschikische Parlament.

## Aufbau
Das Denkmal besteht aus einem mehr als 25 Meter hohen Bogen, auf dessen höchstem Punkt eine Krone als Herrschaftssymbol platziert ist. Vor diesem Bogen befindet sich die Statue Ismail I. auf einem Sockel, der über rote Marmorstufen zu erreichen ist. Seitlich des Treppenaufgangs befinden sich zwei Löwen mit gekreuzten Beinen. In der rechten Hand hält die Statue das vergoldete Wappen Tadschikistans.